# Gene Stump
Eugene Andrew Stump, detto Gene (Blue Island, 9 agosto 1925 – West Palm Beach, 2014), è stato un cestista statunitense, professionista nella BAA e nella NBA.

## Carriera
Venne selezionato dai Boston Celtics nel Draft BAA 1947.